# Vittorio Emanuele Camillo IX Massimo
Vittorio Emanuele Camillo IX Massimo, II principe di Arsoli (Roma, 14 agosto 1803 – Roma, 6 aprile 1873), è stato un nobile, collezionista, erudito e ricercatore italiano.

## Biografia
Fu il terzogenito - ma primo figlio maschio - di Massimiliano Camillo VIII Massimo, I principe di Arsoli e di Maria Cristina Sabina di Sassonia (1775-1837), figlia del principe Francesco Saverio di Sassonia, figlio a sua volta del re Augusto III di Polonia. Vigendo ancora il regime di fedecommesso, Il fratello Francesco Saverio fu destinato alla carriera ecclesiastica, divenendo a suo tempo cardinale; delle tre sorelle la maggiore e primogenita, Giuseppina (1799-1891), andò sposa al principe Ottavio Lancellotti, la seconda, Teresa (1801-58), al principe Urbano del Drago, e la terza, Barbara (1813-39), al principe Giovanni Ruspoli.
In tono con il clima culturale romantico della sua giovinezza, con la frequentazione dell'ambiente dei Nazareni, impegnati tra il 1817 e il 1829 nella decorazione di alcuni ambienti del casino Massimo al Laterano, il principe Massimo sviluppò una gran passione per il medioevo, che si concretizzò, ad esempio, nel restauro e nell'arredamento del castello di Arsoli. La sua curiosità intellettuale si espresse in varie forme di erudizione e collezionismo: fu bibliofilo appassionato, gran lettore e scrittore poligrafo, e dedicò particolare attenzione alla ricerca e al recupero di fonti archivistiche relative alla Roma medievale.
La sua biblioteca di circa 10.000 volumi fu in gran parte alienata poco dopo la sua morte, nel 1882, confluendo in parte nella Biblioteca Angelica.
Sposò in prime nozze Maria Gabriella di Savoia-Villafranca (1811-1837), figlia del principe Giuseppe; da questo matrimonio nacquero Carlo Alberto (Camillo X, 1836-1921) e due figlie che morirono precocemente. Da questo primogenito - che fu per decenni il principale esponente a capo della nobiltà nera di Roma - discendono i principi Massimo attuali.
Dal secondo matrimonio concluso nel 1842 con Giacinta Della Porta Rodiani (1821-98) nacquero altri tre figli: Filippo (1843-1915, principe Lancellotti dal 1865), Massimiliano (1849-1911, gesuita) e Maria Francesca (1846-93, sposata al principe Ranieri Bourbon del Monte).
Don Camillo Massimo morì a Roma poco dopo la proclamazione della capitale d'Italia, il 6 aprile 1873, e fu sepolto nella cappella di famiglia in San Lorenzo in Damaso.

## Matrimonio e figli
Vittorio Emanuele Camillo IX sposò il 10 novembre 1827 a Chambéry la principessa Maria Gabriella di Savoia-Villafranca, figlia del principe Giuseppe Maria di Savoia-Villafranca. La coppia ebbe i seguenti figli:
- Cristina Massimo (n. 1829)
- Maria Cristina Massimo (n. 1830)
- Camillo Massimo (n. 1836), III principe di Arsoli

Alla morte della prima moglie, Vittorio Emanuele Camillo IX si risposò il 2 ottobre 1842 a Roma con la nobile Giacinta della Porta Rodiani, figlia del conte Filippo della Porta Rodiani. La coppia ebbe i seguenti figli:
- Filippo Massimiliano Massimo (n. 1843), I principe Lancellotti, sposò Elisabetta Aldobrandini
- Maria Francesca Massimo (n. 1846), sposò Ranieri Bourbon del Monte, II principe di San Faustino, bisnonna di Gianni Agnelli
- Massimiliano Massimo (n. 1849)

## Opere
L'archivio Massimo conserva molte carte di sua produzione; tra queste un Giornale in 43 piccoli volumi, che contiene notizie di cronaca romana dal 1819 al 1873. L'elenco dei suoi scritti editi comprende:
- Notizie istoriche della villa Massimo alle Terme Diocleziane con un'appendice di documenti, 1836;
- Relazione del viaggio di S. Santità Gregorio papa XVI da Roma a San Felice, 1839;
- Relazione del viaggio fatto da n.s. papa Gregorio XVI alle provincie di Marittima e Campania nel maggio MDCCCXLIII…, 1843;
- Cenni storici sulla torre Anguillara in Trastevere…, 1847 (poi in Cenni storici sulla torre Anguillara in Trastevere… ridotti ad uso di presepio dal cav. Giuseppe Forti, 1869);
- Sopra una inedita medaglia di Francesco Massimo dottore di legge e cavaliere morto nel 1498. Lettera del principe d. Camillo Massimo al principe d'Arsoli d. Carlo Massimo suo figlio in occasione delle sue nozze con d. Francesca Lucchesi Palli de' principi di Campofranco, 1860;
- Memorie storiche della chiesa di S. Benedetto in Piscinula nel rione Trastevere raccolte e pubblicate dal Principe D. Camillo Massimo, 1864..

## Albero genealogico
|                                                             |                        |                                                         | Genitori                                            |  |  | Nonni |  |  | Bisnonni                                               |  |  | Trisnonni                                                      |  |
|                                                             |                        |                                                         |                                                     |  |  |       |  |  | Filippo Camillo VI Massimo, III marchese di Roccasecca |  |  | Giovanni Battista Camillo V Massimo, II marchese di Roccasecca |  |
|                                                             |                        |                                                         |                                                     |  |  |       |  |  | Filippo Camillo VI Massimo, III marchese di Roccasecca |  |  | Giovanni Battista Camillo V Massimo, II marchese di Roccasecca |  |
|                                                             |                        | Giulia Massimo                                          |                                                     |  |  |       |  |  | Filippo Camillo VI Massimo, III marchese di Roccasecca |  |  |                                                                |  |
| Francesco Camillo VII Massimo, IV marchese di Roccasecca    |                        |                                                         |                                                     |  |  |       |  |  | Filippo Camillo VI Massimo, III marchese di Roccasecca |  |  |                                                                |  |
|                                                             |                        | Isabella Fiammetta Soderini                             | Antonfrancesco Soderini                             |  |  |       |  |  |                                                        |  |  |                                                                |  |
|                                                             |                        | Isabella Fiammetta Soderini                             | Antonfrancesco Soderini                             |  |  |       |  |  |                                                        |  |  |                                                                |  |
|                                                             |                        | Isabella Fiammetta Soderini                             | Vittoria Muti Papazzurri                            |  |  |       |  |  |                                                        |  |  |                                                                |  |
| Massimiliano Camillo VIII Massimo, I principe di Arsoli     |                        | Isabella Fiammetta Soderini                             |                                                     |  |  |       |  |  |                                                        |  |  |                                                                |  |
|                                                             |                        | Massimiliano Savelli Palombara, marchese di Pietraforte | Federico Savelli Palombara, marchese di Pietraforte |  |  |       |  |  |                                                        |  |  |                                                                |  |
|                                                             |                        | Massimiliano Savelli Palombara, marchese di Pietraforte | Federico Savelli Palombara, marchese di Pietraforte |  |  |       |  |  |                                                        |  |  |                                                                |  |
|                                                             |                        | Massimiliano Savelli Palombara, marchese di Pietraforte | Barbara Colonna                                     |  |  |       |  |  |                                                        |  |  |                                                                |  |
| Barbara Savelli Palombara                                   |                        | Massimiliano Savelli Palombara, marchese di Pietraforte |                                                     |  |  |       |  |  |                                                        |  |  |                                                                |  |
|                                                             |                        | Porzia Gabrielli di Prossedi                            | Pietro Gabrielli, marchese di Prossedi              |  |  |       |  |  |                                                        |  |  |                                                                |  |
|                                                             |                        | Porzia Gabrielli di Prossedi                            | Pietro Gabrielli, marchese di Prossedi              |  |  |       |  |  |                                                        |  |  |                                                                |  |
|                                                             |                        | Porzia Gabrielli di Prossedi                            | Maria Teresa di Valvasone                           |  |  |       |  |  |                                                        |  |  |                                                                |  |
| Vittorio Emanuele Camillo IX Massimo, II principe di Arsoli |                        | Porzia Gabrielli di Prossedi                            |                                                     |  |  |       |  |  |                                                        |  |  |                                                                |  |
|                                                             | Augusto III di Polonia | Augusto II di Polonia                                   |                                                     |  |  |       |  |  |                                                        |  |  |                                                                |  |
|                                                             | Augusto III di Polonia | Augusto II di Polonia                                   |                                                     |  |  |       |  |  |                                                        |  |  |                                                                |  |
|                                                             | Augusto III di Polonia | Cristiana Eberardina di Brandeburgo-Bayreuth            |                                                     |  |  |       |  |  |                                                        |  |  |                                                                |  |
| Francesco Saverio di Sassonia                               | Augusto III di Polonia |                                                         |                                                     |  |  |       |  |  |                                                        |  |  |                                                                |  |
|                                                             |                        | Maria Giuseppa d'Austria                                | Giuseppe I del Sacro Romano Impero                  |  |  |       |  |  |                                                        |  |  |                                                                |  |
|                                                             |                        | Maria Giuseppa d'Austria                                | Giuseppe I del Sacro Romano Impero                  |  |  |       |  |  |                                                        |  |  |                                                                |  |
|                                                             |                        | Maria Giuseppa d'Austria                                | Guglielmina Amalia di Brunswick-Lüneburg            |  |  |       |  |  |                                                        |  |  |                                                                |  |
| Maria Cristina di Sassonia                                  |                        | Maria Giuseppa d'Austria                                |                                                     |  |  |       |  |  |                                                        |  |  |                                                                |  |
|                                                             |                        | Giuseppe Spinucci                                       | Giovanni Battista Spinucci                          |  |  |       |  |  |                                                        |  |  |                                                                |  |
|                                                             |                        | Giuseppe Spinucci                                       | Giovanni Battista Spinucci                          |  |  |       |  |  |                                                        |  |  |                                                                |  |
|                                                             |                        | Giuseppe Spinucci                                       | Chiara Montani                                      |  |  |       |  |  |                                                        |  |  |                                                                |  |
| Chiara Spinucci                                             |                        | Giuseppe Spinucci                                       |                                                     |  |  |       |  |  |                                                        |  |  |                                                                |  |
|                                                             |                        | Beatrice Vecchi-Buratti                                 | Gaetano Vecchi-Buratti                              |  |  |       |  |  |                                                        |  |  |                                                                |  |
|                                                             |                        | Beatrice Vecchi-Buratti                                 | Gaetano Vecchi-Buratti                              |  |  |       |  |  |                                                        |  |  |                                                                |  |
|                                                             |                        | Beatrice Vecchi-Buratti                                 | Teresa Benedetta Pedrini                            |  |  |       |  |  |                                                        |  |  |                                                                |  |
|                                                             |                        | Beatrice Vecchi-Buratti                                 |                                                     |  |  |       |  |  |                                                        |  |  |                                                                |  |